# Camelobaetidius variabilis
Camelobaetidius variabilis är en dagsländeart som beskrevs av John H. Wiersema 1998. Camelobaetidius variabilis ingår i släktet Camelobaetidius och familjen ådagsländor. Inga underarter finns listade i Catalogue of Life.